# 26 de agosto
26 de agosto é o 238.º dia do ano no calendário gregoriano (239.º em anos bissextos). Faltam 127 dias para acabar o ano.

## Eventos históricos

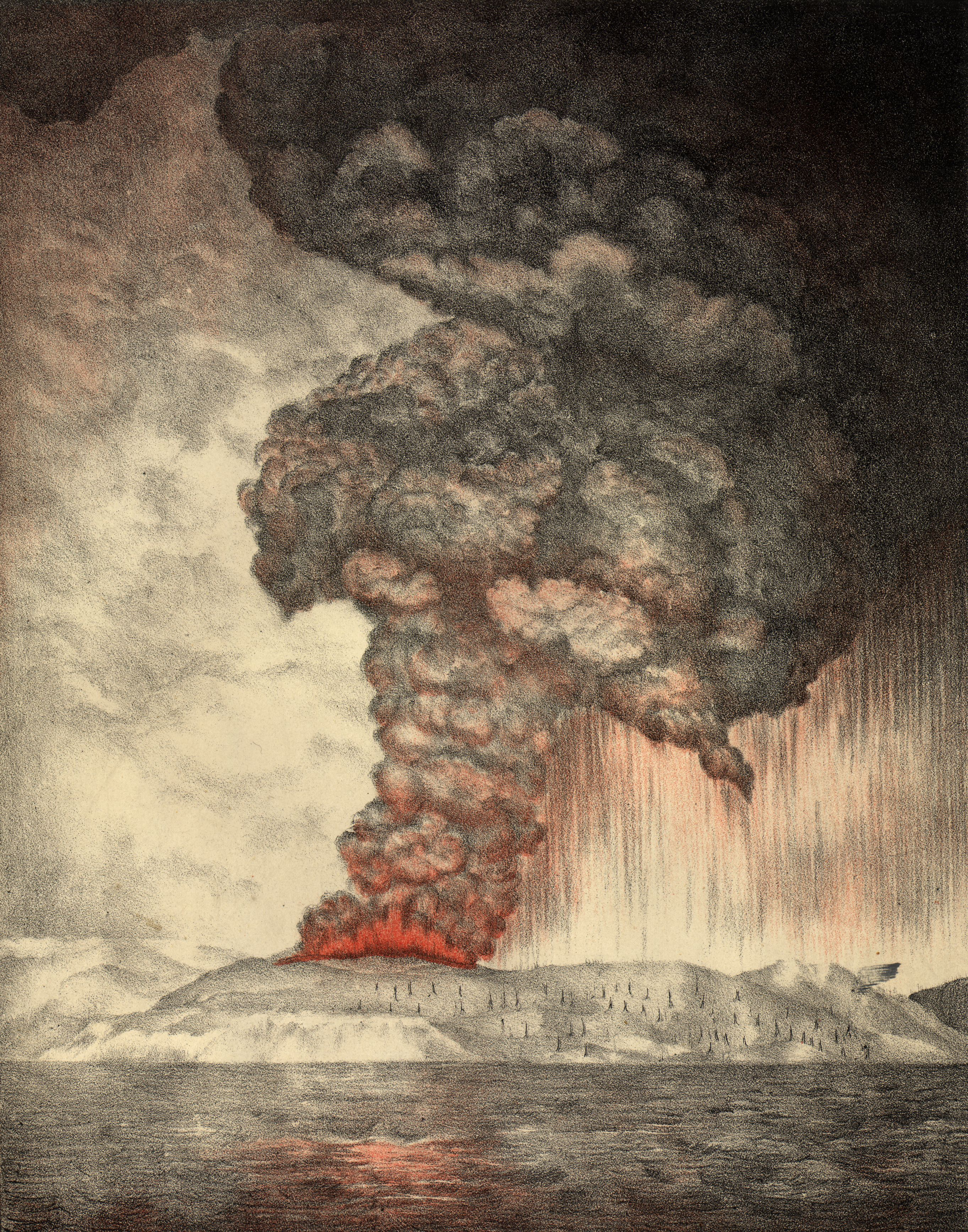
1883: Erupção do Krakatoa

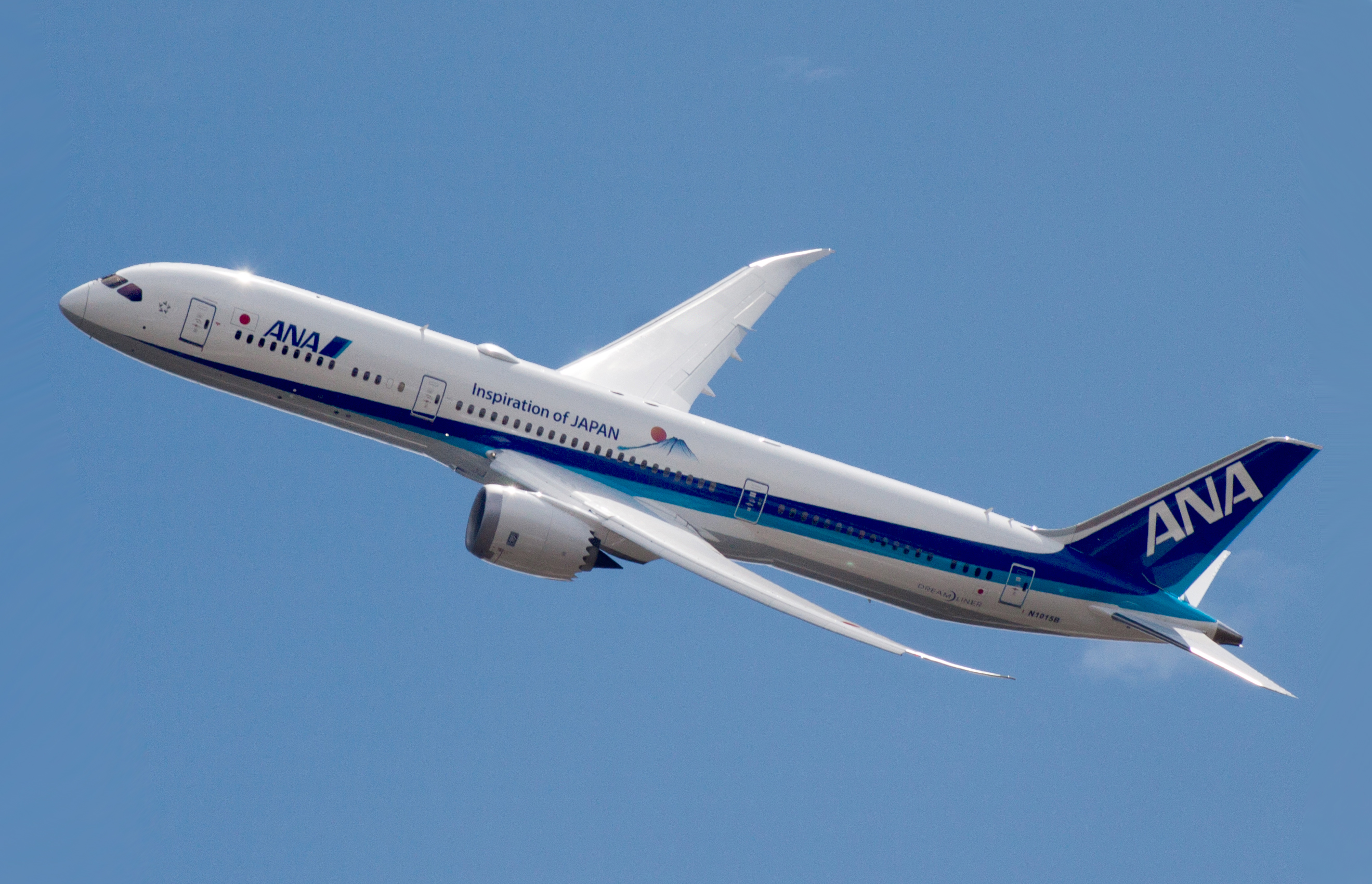
2011: O Boeing 787 Dreamliner

- 0683 — O exército de Iázide I mata 11 000 pessoas de Medina, incluindo notáveis Sahabas na Batalha de Harrá.
- 1071 — Os turcos seljúcidas derrotam o exército bizantino na Batalha de Manzicerta, e logo ganham o controle da maior parte da Anatólia.
- 1278 — Ladislaus IV da Hungria e Rodolfo I da Alemanha derrotam Ottokar II da Boêmia na Batalha de Marchfeld perto de Dürnkrut na (então) Morávia.
- 1303 — Chittorgarh cai para o Sultanato de Delhi.
- 1346 — Guerra dos Cem Anos: a supremacia militar do arco longo inglês sobre a combinação de besta e cavaleiros com armaduras é estabelecida na Batalha de Crécy.
- 1444 — Batalha de St. Jakob an der Birs: uma força amplamente menor de confederados suíços é derrotada pelo Delfim Luís (futuro Luís XI da França) e seu exército de 'Armagnacs' perto de Basileia.
- 1542 — Francisco de Orellana navegou o rio Amazonas, alcançando o oceano Atlântico.
- 1642 — Guerra Luso-Holandesa: Segunda Batalha de San Salvador: os holandeses forçam a guarnição espanhola em San Salvador (atual Keelung, Taiwan) a se render, encerrando a efêmera colônia espanhola em Formosa e substituindo-a por uma nova administração holandesa.[1]
- 1648 — A Fronda: Após a bem-sucedida Batalha de Lens, o cardeal Mazarin, ministro-chefe da França, repentinamente ordena a prisão dos líderes do Parlamento de Paris, provocando o resto de Paris a uma insurreição e uma barricada pelas ruas no dia seguinte.[2]
- 1652 — Os holandeses vencem os ingleses na Batalha de Plymouth na Primeira Guerra Anglo-Holandesa.
- 1767 — Jesuítas em todo o Chile são presos quando o Império Espanhol suprime a Companhia de Jesus.[3]
- 1768 — O capitão James Cook parte da Inglaterra a bordo do HMS Endeavour.
- 1789 — A Declaração dos Direitos do Homem e do Cidadão é aprovada pela Assembleia Nacional Constituinte da França.
- 1791 — John Fitch recebe uma patente dos Estados Unidos para o barco a vapor.
- 1810 — O ex-vice-rei Santiago de Liniers do Vice-Reino do Rio da Prata é executado após a derrota de sua contrarrevolução.
- 1813 — Guerra da Sexta Coalizão: uma batalha improvisada ocorre quando forças francesas e prussiano-russas acidentalmente se encontram perto de Liegnitz, Prússia (atual Legnica, Polônia).
- 1814 — Guerra da Independência do Chile: lutas internas entre as forças rebeldes de Luis Carrera e Bernardo O'Higgins irrompem na Batalha de Las Tres Acequias.
- 1833 — O grande terremoto de Kathmandu-Bihar em 1833, magnitude de momento estimada de 7,6–7,9Mw, causa grandes danos no Nepal, norte da Índia e Tibete, um total de 500 pessoas morrem.[4]
- 1849 – O Presidente Faustin Soulouque da Primeira República do Haiti faz com que o Senado e a Câmara dos Deputados o proclamem Imperador do Haiti, abolindo a República e inaugurando o Segundo Império do Haiti.
- 1863 — O jornal liberal de língua sueca Helsingfors Dagblad propôs a atual bandeira cruzada azul e branca como a bandeira da Finlândia.[5]
- 1883 — A erupção do Krakatoa atinge seu estágio de maior grau de intensidade.
- 1899 — Criação do município brasileiro de Campo Grande, capital do estado do Mato Grosso do Sul.
- 1914
  - Fundação da Sociedade Esportiva Palmeiras.
  - Início da Batalha de Tannenberg na Prússia Oriental - terminou a 30 de agosto; Batalha de Le Cateau, França - terminou no dia seguinte com a vitória das forças alemãs e a retirada das forças aliadas; Rendição dos alemães na Togolândia.
  - Primeira Guerra Mundial: durante a retirada de Mons, o II Corpo de exército britânico comandado pelo general Sir Horace Smith-Dorrien trava uma ação defensiva vigorosa e bem-sucedida em Le Cateau.
- 1920 — A 19ª emenda à Constituição dos Estados Unidos entra em vigor, dando às mulheres o direito de voto.[6]
- 1922 — Início da Batalha de Dumlupınar, última grande batalha da Guerra Greco-Turca de 1919-1922, parte da Guerra de Independência da Turquia.
- 1936 — Guerra Civil Espanhola: Santander cai nas mãos dos nacionalistas e o conselho interprovincial republicano é dissolvido.[7]
- 1940 — Segunda Guerra Mundial: o Chade se torna a primeira colônia francesa a se juntar aos Aliados sob a administração de Félix Éboué, o primeiro governador colonial negro da França.
- 1942 — O Holocausto na Ucrânia: em Chortkiv, a polícia ucraniana e a Schutzpolizei alemã deportam dois mil judeus para o campo de extermínio de Bełżec. Quinhentos doentes e crianças são assassinados no local. Isso continuou até o dia seguinte.
- 1944 — Segunda Guerra Mundial: Charles de Gaulle entra em Paris.
- 1966 — A Guerra da Fronteira Sul-Africana começa com a batalha em Omugulugwombashe, no norte da Namíbia.[8]
- 1977 — A Carta da Língua Francesa é adotada pela Assembleia Nacional do Quebec.
- 1978 — Conclave papal: Albino Luciani é eleito Papa João Paulo I.
- 1998 — O primeiro voo do veículo de lançamento descartável Delta III da Força Aérea termina em desastre 75 segundos após o lançamento, resultando na perda do satélite Galaxy X.
- 1999 — A Rússia inicia a Segunda Guerra na Chechênia em resposta à Invasão do Daguestão pela Brigada Internacional de Manutenção da Paz Islâmica.
- 2011 — O Boeing 787 Dreamliner, o novo avião compósito da Boeing, recebe certificação da AESA e da FAA.
- 2015 — Dois jornalistas norte-americanos são baleados e mortos por um ex-colega de trabalho descontente durante a realização de uma reportagem ao vivo em Moneta, na Virgínia.
- 2021 — Durante a evacuação do Afeganistão de 2021, um atentado suicida no Aeroporto Internacional Hamid Karzai mata 13 militares dos EUA e pelo menos 169 civis afegãos.[9]

## Nascimentos

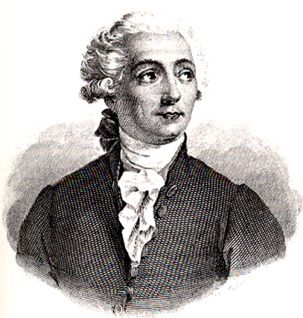
Antoine Lavoisier

Joaquim Cardozo

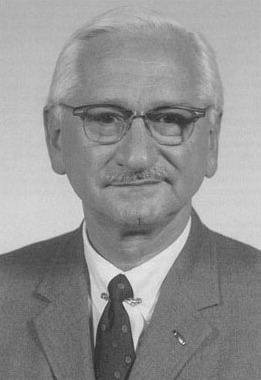
Albert Sabin

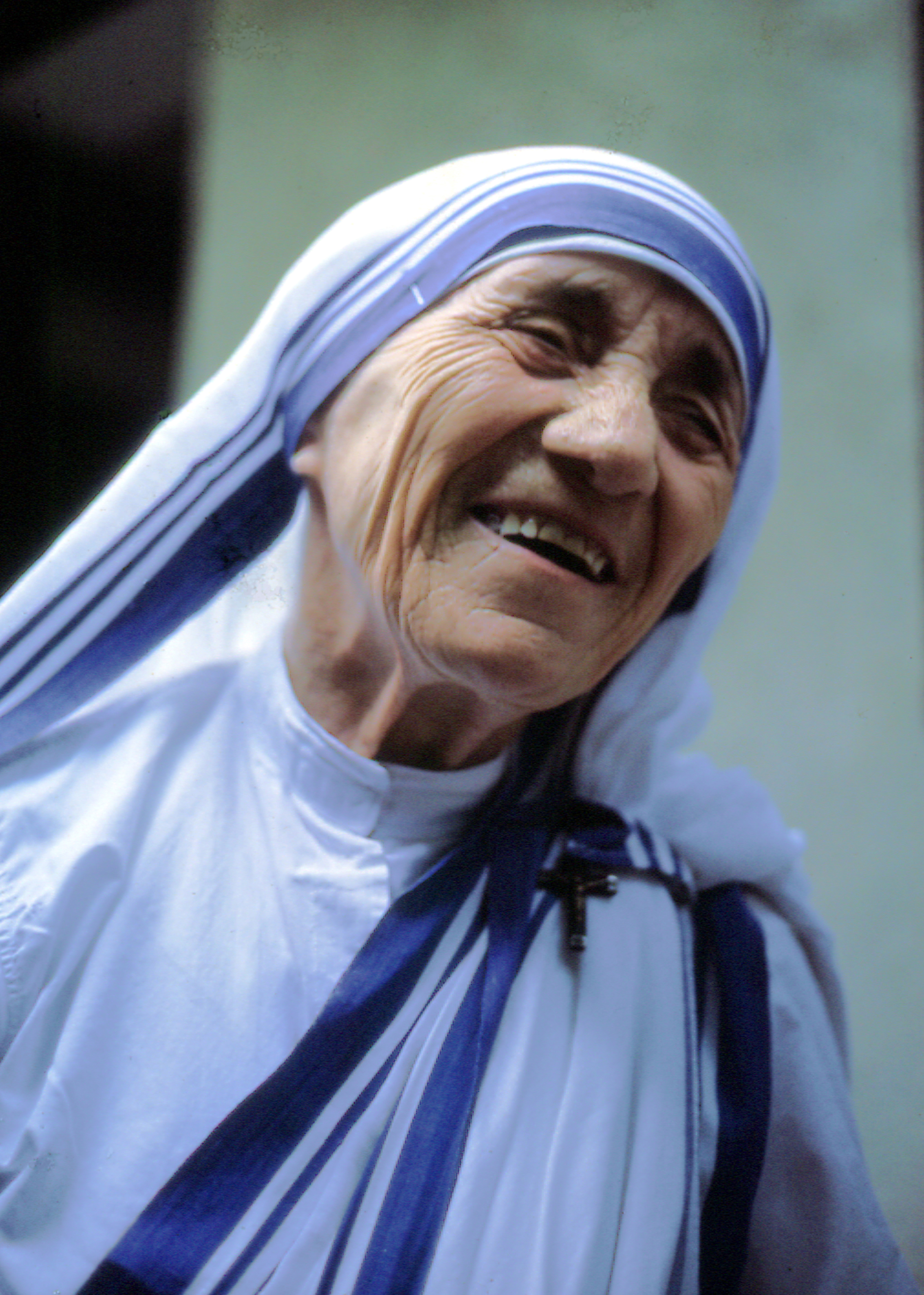
Madre Teresa de Calcutá

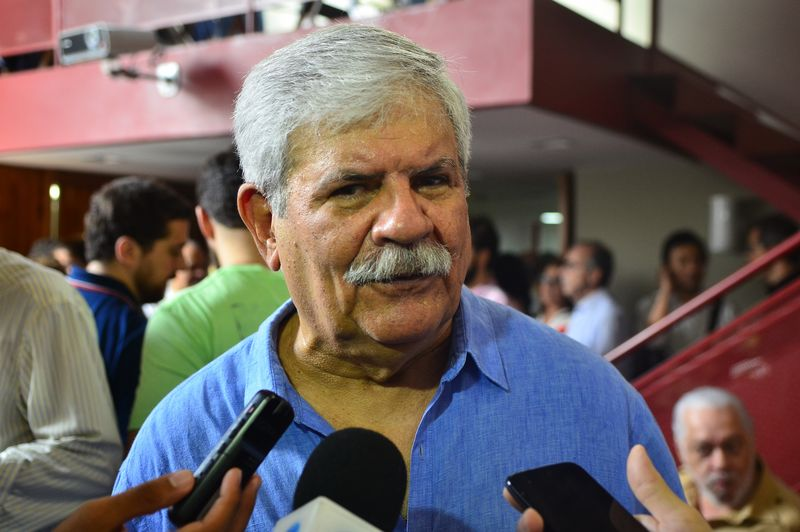
Dori Caymmi

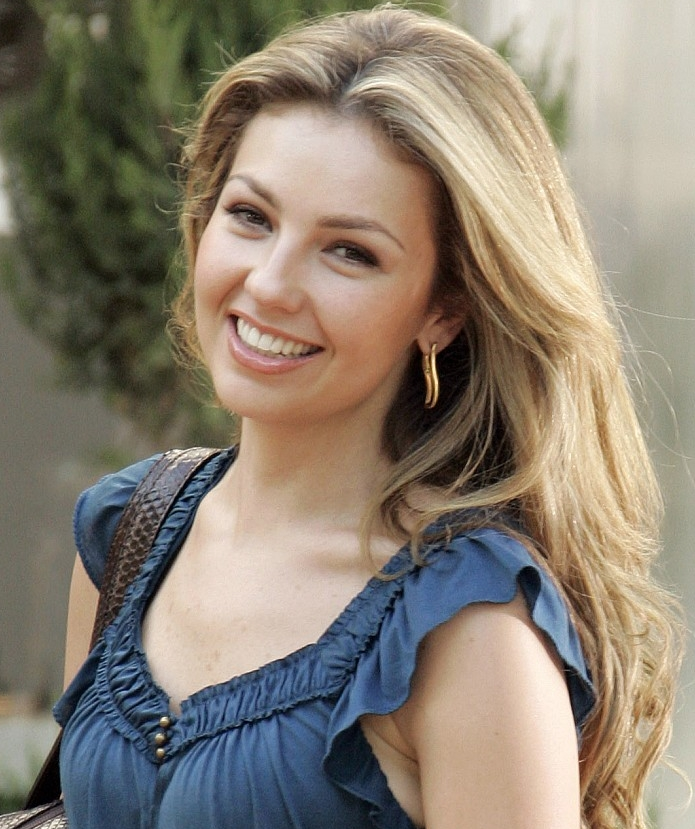
Thalía

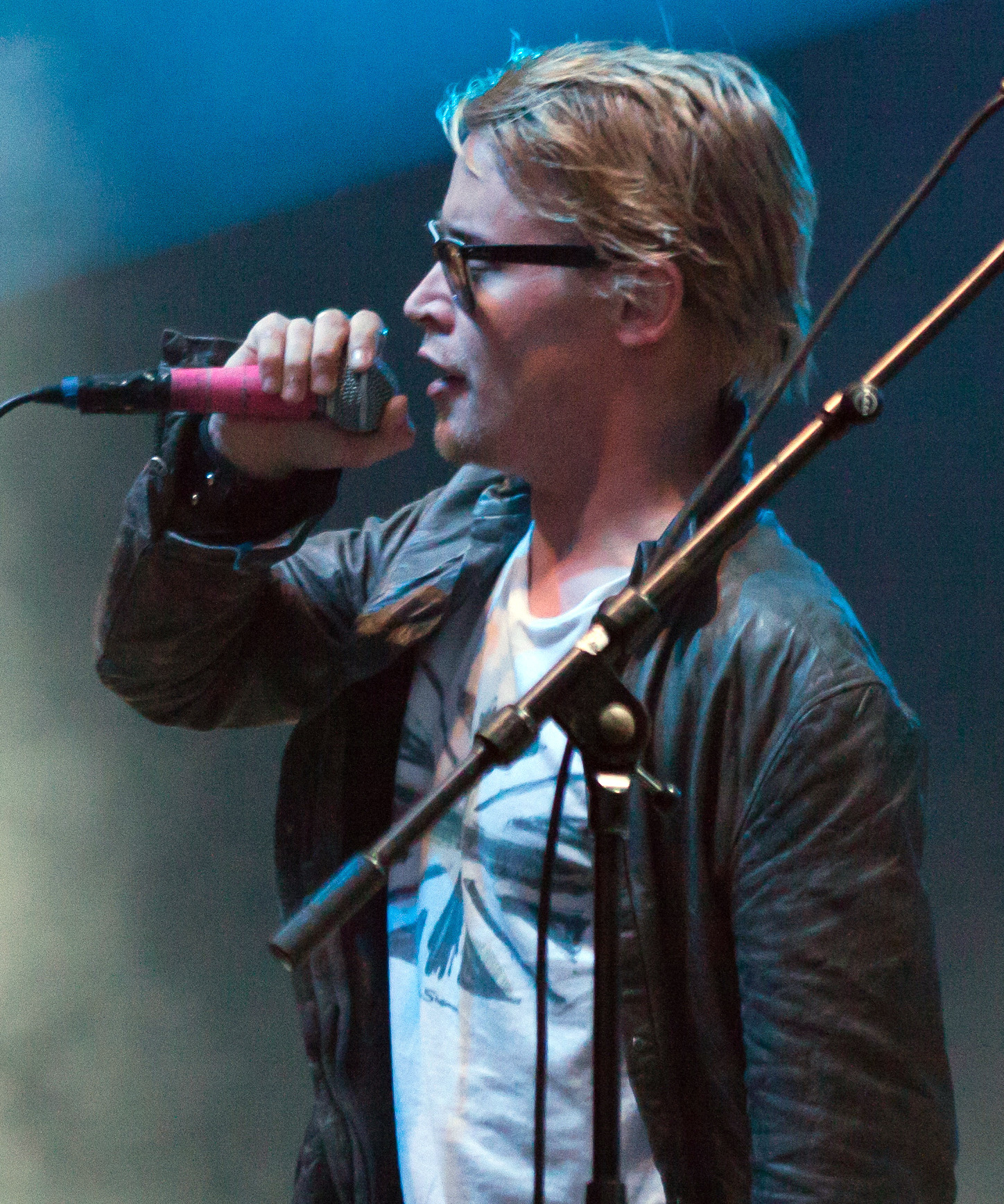
Macaulay Culkin

### Anterior ao século XIX
- 1562 — Bartolomé Leonardo de Argensola, poeta e historiador espanhol (m. 1631).
- 1676 — Robert Walpole, político inglês (m. 1745).
- 1728 — Johann Heinrich Lambert, matemático alemão (m. 1777).
- 1743 — Antoine Lavoisier, químico francês (m. 1794).
- 1771 — Carolina de Hesse-Homburgo (m. 1854).

### Século XIX
- 1819
  - Alberto de Saxe-Coburgo-Gota, príncipe consorte britânico (m. 1861).
  - Carlos Zeferino Pinto Coelho, político, tribuno e jurisconsulto português (m. 1893).
- 1826 — Alexandra da Baviera (m. 1875).
- 1839 — Alfredo d'Andrade, pintor, arqueólogo e arquiteto português (m. 1915).
- 1873 — Lee De Forest, físico e inventor estado-unidense (m. 1961).
- 1880 — Guillaume Apollinaire, poeta e crítico de arte francês (m. 1918).
- 1896 — Nellie Weekes, enfermeira e ativista barbadense (m. 1990).
- 1897 — Joaquim Cardozo, engenheiro estrutural e poeta brasileiro (m. 1978).

### Século XX

#### 1901–1950
- 1901 — Adhemar Gonzaga, cineasta e jornalista brasileiro (m. 1978).
- 1904 — Christopher Isherwood, escritor britânico (m. 1986).
- 1906 — Albert Sabin, cientista polonês (m. 1993).
- 1907 — Karen Simensen, patinadora artística norueguesa (m. 1996).
- 1909 — Jim Davis, ator norte-americano (m. 1981).
- 1910 — Madre Teresa de Calcutá, religiosa indiana (m. 1997).
- 1914 — Julio Cortázar, escritor argentino (m. 1984).
- 1925 — Alain Peyrefitte, pensador, político e diplomata francês (m. 1999).
- 1932 — Nonato Buzar, cantor, compositor e produtor musical brasileiro (m. 2014).
- 1939 — Jorge Paulo Lemann, empresário brasileiro.
- 1941 — Barbet Schroeder, cineasta francês.
- 1943 — Dori Caymmi, músico brasileiro.
- 1944 — Ricardo, Duque de Gloucester.
- 1946 — Carlos Amaral Dias, professor universitário português (m. 2019).

#### 1951–2000
- 1951 — Edward Witten, matemático e físico teórico norte-americano.
- 1952 — Michael Jeter, premiado ator norte-americano.(m. 2003).
- 1953 — Mano Lima, cantor e acordeonista brasileiro de música nativista.
- 1954 — Stein Bråthen, ex-ciclista de estrada norueguês.
- 1956 — Brett Cullen, ator estadunidense.
- 1957 — Cláudia Telles, cantora brasileira (m. 2020).
- 1958 — Zlatko Vujović, ex-futebolista croata.
- 1959 — Kathryn Hire, astronauta norte-americana.
- 1960 — Roser Suñé Pascuet, política de Andorra.
- 1961 — Marco Dorigo, cientista da computação italiano.
- 1962 — Pansy Ho, empresária bilionária canadense.
- 1963 — Anthony Lazzaro, automobilista norte-americano
- 1964 — Mehriban Aliyeva, vice-presidente e primeira-dama do Azerbaijão.
- 1965 — Han Shuxiang, ex-ciclista olímpico chinês.
- 1966 — Shirley Manson, cantora e guitarrista britânica.
- 1967 — Oleg Taktarov, ator e lutador de MMA russo.
- 1968 — Toto, ex-futebolista brasileiro.
- 1969 — Adrian Young, músico americano.
- 1970 — Melissa McCarthy, atriz norte-americana.
- 1971
  - Giuseppe Pancaro, ex-futebolista italiano.
  - Marcelo de Lima Henrique, árbitro de futebol brasileiro.
  - Thalía, atriz e cantora mexicana.
- 1972 — Paula Hawkins, escritora britânica.
- 1973 — Andy Muschietti, cineasta argentino.
- 1974 — Joaquín Furriel, ator argentino.
- 1975 — Valeria Alessandrini, política italiana.
- 1976
  - Amaia Montero, cantora e compositora espanhola.
  - Antônio Doido, político brasileiro.
- 1977 — Therese Alshammar, nadadora sueca.
- 1978 — Pablo Guiñazú, ex-futebolista argentino.
- 1979 — Weligton, ex-futebolista brasileiro.
- 1980
  - Macaulay Culkin, ator norte-americano.
  - Chris Pine, ator norte-americano.
- 1981 — Ilse Salas, atriz mexicana.
- 1982 — John Mulaney, comediante, ator, roteirista, e produtor americano.
- 1983 — Federico Nieto, futebolista argentino.
- 1984 — Cícero Santos, futebolista brasileiro.
- 1985 — Hugo Duminil-Copin, matemático francês.
- 1986
  - Davide Rigon, automobilista italiano.
  - Cassie, ex-modelo e cantora norte-americana.
- 1987 — Flavius Koczi, ginasta romeno.
- 1988 — Lars Stindl, futebolista alemão.
- 1989 — James Harden, jogador de basquetebol norte-americano.
- 1990 — Irina-Camelia Begu, tenista romena.
- 1991
  - Dylan O'Brien, ator estadunidense.
  - Alok, DJ e produtor musical brasileiro.
- 1992 — Yang Yilin, ginasta chinesa.
- 1993 — Keke Palmer, atriz estadunidense.
- 1994 — Jair Rodrigues Júnior, futebolista brasileiro.
- 1995 — Gracie Dzienny, atriz americana.
- 1996 — Witiness Quembo, futebolista moçambicano.
- 1997 — Julian Zenger,  jogador de voleibol alemão.
- 1998
  - Jeon So-yeon, idol sul-coreana.
- 1999 — Max Ebong, futebolista bielorrusso.
- 2000 — Filippo Baroncini, desportista italiano.

### Século XXI
- 2001 — Ben Tulett, ciclista britânico.

## Mortes

### Anterior ao século XIX
- 1278 — Otacar II da Boêmia (n. 1230).
- 1212 — Miguel IV de Constantinopla (n. ?).
- 1346 — João da Boêmia (n. 1296).
- 1434 — Margarida do Palatinado, duquesa da Lorena (n. 1376).
- 1462 — Catarina Zaccaria, nobre de Acaia (n. ?).
- 1551 — Margarida Leijonhufvud, rainha consorte da Suécia (n. 1516).
- 1572 — Pierre de la Ramée, lógico e humanista francês (n. 1515).
- 1595 — António de Portugal, Prior do Crato (n. 1531).
- 1723 — Anton van Leeuwenhoek, microbiologista neerlandês (n. 1632).
- 1795 — Cagliostro, ocultista italiano (n. 1743).

### Século XIX
- 1810 — Santiago de Liniers, político franco-espanhol (n. 1753).
- 1850 — Luís Filipe I de França (n. 1773).
- 1865 — Johann Franz Encke, astrônomo e acadêmico alemão (n. 1791).
- 1900 — John Miller Adye, general britânico (n. 1819).

### Século XX
- 1929 — Abraham Gilbert Mills, dirigente esportivo norte-americano (n. 1844).
- 1953 — Hipólito Raposo, escritor, historiador e político monárquico português (n. 1855).
- 1973 — Marques Rebelo, escritor e jornalista brasileiro (n. 1907).
- 1974 — Charles Lindbergh, pioneiro da aviação estadunidense (n. 1902).
- 1980 — Tex Avery, animador norte-americano (n. 1908).
- 1982 — Paulo Leivas Macalão, compositor e pastor evangélico brasileiro (n. 1903).
- 1988 — Carlos Paião, cantor, autor e compositor português (n. 1957).
- 1996 — Alejandro Agustín Lanusse, militar argentino (n. 1918).

### Século XXI
- 2004 — Laura Branigan, cantora e atriz americana (n. 1952).
- 2007 — Alberto de Lacerda, poeta português (n. 1928).
- 2009
  - Abdul Aziz al-Hakim, teólogo e político iraquiano (n. 1950).
  - Ellie Greenwich, cantora, compositora e produtora musical estadunidense (n. 1940).
- 2014 — Missinho, futebolista brasileiro (n. 1975).
- 2017 — Wilson das Neves, baterista, cantor e compositor brasileiro (n. 1936).
- 2019 — Walmir Alberto Valle, bispo brasileiro (n. 1938).
- 2021 — Lúcia Adelina Felipe, supercentenária brasileira (n. 1900).
- 2023
  - MC Marcinho, cantor e compositor brasileiro (n. 1977).
  - Geraldo Majella, cardeal e arcebispo brasileiro (n. 1933).
- 2024 — Sven-Göran Eriksson, ex-treinador de futebol sueco (n. 1948).

## Feriados e eventos cíclicos

### Mundo
- Dia Internacional da Declaração dos Direitos do Homem e do Cidadão
- Dia Internacional da Igualdade Feminina
- Dia Mundial do Cachorro

### Brasil
- Aniversário de Campo Grande, capital do Mato Grosso do Sul
- Aniversário de Navegantes, Santa Catarina

### Cristianismo
- Adriano de Nicomédia
- Alexandre de Bérgamo
- Mariam Baouardy
- Melquisedeque
- Nossa Senhora de Częstochowa
- Papa João Paulo I
- Teresa Jornet e Ibars

## Outros calendários
- No calendário romano era o 7.º dia (VII) antes das calendas de setembro.
- No calendário litúrgico tem a letra dominical G para o dia da semana.
- No calendário gregoriano a epacta do dia é xxix.